# Nagybányai szelídgesztenye-rezervátum
A nagybányai szelídgesztenye-rezervátum IUCN IV-es kategóriába sorolt védett erdő Romániában, Máramaros megyében.

## Elhelyezkedése
Máramaros megye északnyugati részén helyezkedik el, közel Szatmár megyéhez, Nagybánya, Miszmogyorós és Giródtótfalu északi részén, a Gutin-hegység déli lábánál.

## Története
A szelídgesztenye-rezervátum, amelyet a 2000. március 6-án közzétett 5. számú törvény nyilvánított védetté, 500 hektáron terül el, és fedi egymást az azonos nevű Natura 2000 területtel.
2006-os adatok szerint szelídgesztenye-ültetvény 100%-át, 2012-es adatok szerint 80%-át gesztenyepenész (Cryphonectria parasitica) támadta meg. 2014-ben egy uniós projekt segítségével próbálták megmenteni a kéregrákos fákat.

## Leírása
A természetvédelmi területet szelídgesztenye-erdő (Castanea sativa) alkotja, de található rajta kocsányos tölgy (Quercus robur), kocsánytalan tölgy (Quercus petraea), közönséges gyertyán (Carpinus betulus), hegyi juhar (Acer pseudoplatanus), ezüst hárs (Tilia tomentosa), vadcseresznye (Cerasus avium) és európai mogyoró (Corylus avellana) is.
A természetvédelmi terület ugyanakkor Natura 2000-es terület is, amelyet három veszélyeztetett állatfaj miatt jelöltek ki: a sárgahasú unka (Bombina variegata) a vöröslábú hegyisáska (Odontopodisma rubripes)  illetve az eurázsiai rétisáska (Stenobothrus eurasius) miatt.

## Fordítás
Ez a szócikk részben vagy egészben  az   Arboretul de castan comestibil de la Baia Mare című román Wikipédia-szócikk ezen változatának fordításán alapul.  Az eredeti cikk szerkesztőit annak laptörténete sorolja fel. Ez a jelzés csupán a megfogalmazás eredetét és a szerzői jogokat jelzi, nem szolgál a cikkben szereplő információk forrásmegjelöléseként.